# Casco Viejo
Las Siete Calles ali Casco Viejo v španščini ali Zazpikaleak ali Alde Zaharra v baskovščini so različna imena za srednjeveško sosesko Bilbaa, del okrožja Ibaiondo (okrožje 5). Imena pomenijo Sedem ulic oziroma staro mestno jedro, ki je bilo nekoč obzidan del mesta do konca 19. stoletja. V okrožju so stolnica Santiago in cerkve San Antón, San Nicolás in Santos Juanes. Tu živi okoli 7070 prebivalcev.

## Sedem ulic
Ime Zazpikaleak ali Las Siete Calles (Sedem ulic) prihaja iz najstarejšega dela soseske, ki je vključeval natanko 7 ulic in nekaj veliko bolj ozkih ulic, ki jih povezujejo, imenovanih cantons (kantoi, cantón). Zgodovinskih sedem ulic v Bilbau je:
- Somera, "zgornja"
- Artekale, "srednja ulica"
- Tendería, "prodajna"
- Belostikale, "hitra ulica"
- Carnicería Vieja, "stara mesnica"
- Barrenkale, "spodnja ulica"
- Barrenkale Barrena, "spodnja spodnja ulica"

"8." ulica je Ronda, ki je bila nekoč patruljna ulica pred obzidjem. Kasneje se je mesto razširilo proti severu z izgradnjo Plaza Berria ali Plaza Nueva (nov trg) in ulic Santa María (Sveta Marija), Bidebarrieta (nove poti), Correo (pošta) in Askao. Danes soseska vključuje tudi ulico Ribera (obrežje), park Arenal (peščeno mesto') in ulico Esperanza (upanje).
Območje postaja Casco Viejo podzemne železnice v Bilbau.
- Plaza Nueva, Bilbao
- Casco viejo, Portal de Zamudio
- Tržnica Mercado de la Ribera
- La Ribera

## Turizem
Območje je verjetno najbolj barvit del Bilbaa, vključno s številnimi trgovinami in tavernami, več zgodovinskimi cerkvami (San Antón, Santos Juanes, stolnico, San Nicolás), veliko tržnico na drobno (Mercado de la Ribera), javnim gledališčem Arriaga, sedeemž Akademije za baskovski jezik (Euskaltzaindia), igriščem za žogo in javno knjižnico. S preostalim delom mesta in somestjem je povezano s podzemno železnico, tramvajem in avtobusi. Tri javna dvigala Casco Viejo povezujejo tudi s soseskama Begoña in Solokoetxe, ki sicer zahtevajo precej intenziven sprehod navkreber.
Obstaja tradicija, da se moški srednjih let po tavernah plazijo (običaj pitja v več lokalih), pijejo kratke kozarce (chiquitos) vina in pojejo zborovske pesmi.
There is a tradition of middle-age men doing a tavern crawl drinking short glasses (chiquitos) of wine and singing choral songs.